# Liam Waite
Liam Waite (* 20. März 1971; bürgerlich Liam Owen East) ist ein US-amerikanischer Schauspieler.
Liam East nahm den Namen Waite von seinem Stiefvater, dem Filmproduzenten und Schauspieler Ralph Waite an. Er studierte am Actors Circle Theatre bei Arthur Mendoza Schauspiel.
Waite war von 1996 bis 2004 mit der Schauspielerin Natasha Henstridge liiert. Das Paar hat zwei Kinder, die 1998 und 2001 geboren wurden.

## Filmografie (Auswahl)
Film
- 2001: Ghosts of Mars
- 2000: Second Skin – Mörderisches Puzzle (Second Skin)
- 2000:Civility
- 1999: Simpatico

Fernsehen
- 2006: McBride
- 2006: Ghost Whisperer – Stimmen aus dem Jenseits
- 2005: Vampire Bats
- 2003: Blessings
- 2003: She Spies – Drei Ladies Undercover (She Spies)
- 2002: King of Texas

Theater
- 1995 Equus - Palm Springs